# 尼基塔·费多伦科
尼基塔·维克托罗维奇·费多伦科（俄語：Никита Викторович Федоренко，1991年9月6日—），俄罗斯男子蹦床运动员，2019年世界蹦床锦标赛男子个人网上团体铜牌得主、2021年世界蹦床锦标赛男子个人网上团体铜牌得主。